# Dreiband-Europameisterschaft 1965

Logo CEB (ausrichtender Verband)

Veranstaltungsort: Wien

Die Dreiband-Europameisterschaft 1965 war das 23. Turnier in dieser Disziplin des Karambolagebillards und fand vom 18. bis 21. März 1965 in Wien statt. Es war die erste Dreiband-Europameisterschaft in Österreich.

## Geschichte
Den vierten Titel in Folge sicherte sich ungeschlagen der Belgier Raymond Ceulemans. Genauso souverän der zweite Platz des zweifachen Europameisters Johann Scherz aus Österreich. Für den deutschen Vertreter Ernst Rudolph lief das Turnier etwas unglücklich. Bei einem Sieg gegen den Portugiesen Vieira und einem Unentschieden gegen den Spanier Munté musste er äußerst knappe Niederlagen gegen die etwa gleichstarken Gegner hinnehmen und belegte somit nur den letzten Platz.

## Modus
Gespielt wurde im System „Jeder gegen Jeden“ bis 60 Punkte mit Nachstoß/Aufnahmegleichheit.

## Abschlusstabelle

Außenaufnahme (Halle D) der Wiener Stadthalle

| MP    | Match Points (Sieger = 2; Unentschieden = 1; Verlierer = 0) |
| Pkte. | Erzielte Karambolagen                                       |
| Aufn. | Benötigte Versuche                                          |
| GD    | Generaldurchschnitt                                         |
| BED   | Bester Einzeldurchschnitt eines Spielers                    |
| HS    | Höchstserie                                                 |
|       | Bester GD des Turniers                                      |
|       | Bester ED des Turniers                                      |
|       | Beste HS des Turniers                                       |
|       | 1. Platz (Gold)                                             |
|       | 2. Platz (Silber)                                           |
|       | 3. Platz (Bronze)                                           |

| Endklassement              | Endklassement       | Endklassement | Endklassement | Endklassement | Endklassement | Endklassement | Endklassement |
| Platz                      | Name                | MP            | Pkte.         | Aufn.         | GD            | BED           | HS            |
| -------------------------- | ------------------- | ------------- | ------------- | ------------- | ------------- | ------------- | ------------- |
| 1                          | Raymond Ceulemans   | 14:0          | 420           | 362           | 1,160         | 1,818         | 9             |
| 2                          | Johann Scherz       | 12:2          | 394           | 374           | 1,053         | 1,304         | 9             |
| 3                          | Roger Hanoun        | 8:6           | 368           | 399           | 0,922         | 1,200         | 10            |
| 4                          | Francisco Munté     | 7:7           | 376           | 520           | 0,723         | 0,800         | 8             |
| 5                          | Egidio Vieira       | 4:10          | 361           | 447           | 0,807         | 1,153         | 10            |
| 6                          | Cees van Oosterhout | 4:10          | 341           | 468           | 0,728         | 0,952         | 6             |
| 7                          | Kurt Christensen    | 4:10          | 341           | 503           | 0,677         | 0,731         | 6             |
| 8                          | Ernst Rudolph       | 3:11          | 350           | 447           | 0,782         | 0,895         | 8             |
| Turnierdurchschnitt: 0,838 |                     |               |               |               |               |               |               |